# Canal de Wellington
Ne doit pas être confondu avec [[:Wellington Strait (en)]].
Le canal de Wellington est un passage maritime au centre de l'archipel Arctique dans la région de Qikiqtaaluk au Nunavut. 

## Description
Il s'étend dans une direction nord-sud entre l'île Cornwallis et l'île Devon et est rejoint à l'ouest par le Queens Channel (en).

## Histoire
Le canal est découvert le 22 août 1819 par William Edward Parry qui le nomme en hommage à Arthur Wellesley, 1er duc de Wellington.
John Franklin hiverne en 1845 à l'île Beechey à l'extrémité sud-est du canal. La première expédition Grinnell explore le canal de Wellington en 1850 lors de la recherche de l'expédition disparue. Le camp d'hivernage est alors découvert ainsi que trois tombes. 
William Penny en 1851 puis Edward Belcher l'année suivante explore de même le canal et en 1853, Joseph-René Bellot y trouve la mort. 